# Hosein Vahid Khorasani
Pour les articles homonymes, voir Khorasani.

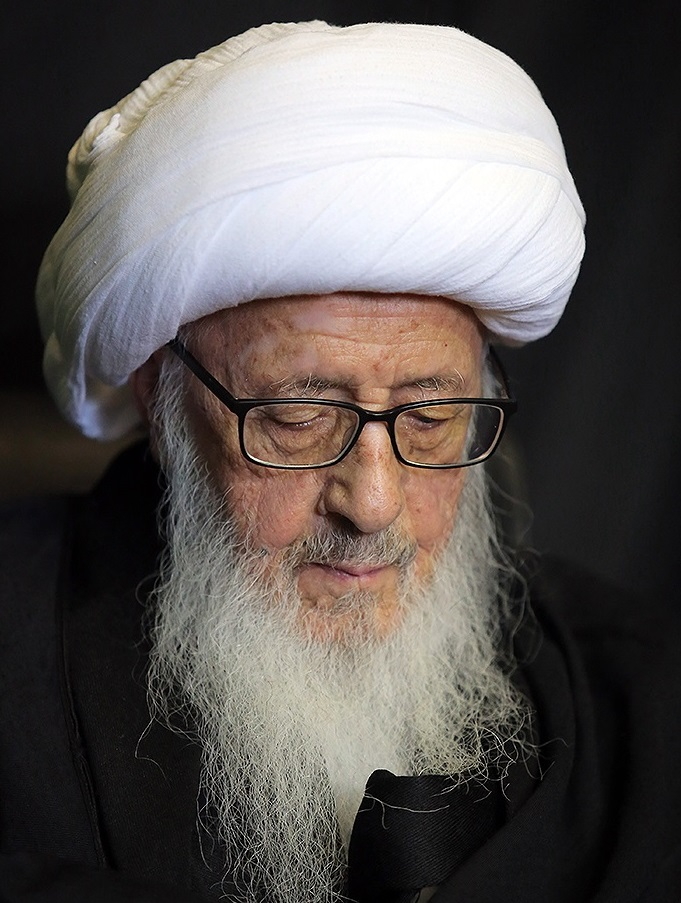
Hossein Vahid Khorasani, deuil du martyre de l'imam Ali à Qom, 2017

Hossein Vahid Khorasani, né le 1er janvier 1921 à Nishapur, est un marja-e taqlid du chiisme duodécimain. 
En 1949, il émigre à Nadjaf en Irak pour poursuivre ses études : il y étudie en particulier durant douze années auprès du grand ayatollah Abu al-Qasim al-Khoei à partir de 1960. Il est rentré en Iran en 1972 à Machhad.
Il enseigne la jurisprudence islamique (fiqh) et les principes de la jurisprudence (usul al-fiqh) à Qom, où il réside depuis 1973.
Il est un beau-père de l'ayatollah Sadeq Larijani.

## Élèves
- Ali Milani
- Mohamman Javad Tabatabai
- Mohammad Yasrebi
- Mohammad Hoseini Zanjani
- Mehdi Shabzendehdar
- Mohammad Javad Fazel Lankarani
- Mohammad Vaiz Tabasi
- Hashem Hoseini Bushehri

## Ouvrages
- Principles of Faith (Usul al-Din)[1];
- Islamic Laws[2];
- Slamic laws for immigrants[3].

## Points de vue
En réaction sur les problèmes économiques en Iran, Khorasani dit à Mohammad Djavad Zarif qu'il appelait le président Hassan Rohani à penser aux gens et à leurs conditions de vie.